# Поверхностный поляритон
Поверхностный поляритон (ПП) (англ. surface polariton) — поверхностная электромагнитная волна, распространяющаяся вдоль границы раздела сред. Интенсивность такой волны быстро убывает при удалении от границы раздела сред, для линейных сред экспоненциально.
На плоской границе двух неподвижных изотропных сред ПП может существовать, только если хотя бы одна из пограничных сред обладает отрицательной диэлектрической или магнитной проницаемостью. Однако, если одна из сред движется и представляет собой релятивистский плазменный поток или пучок электронов, ПП может существовать и в области частот, соответствующих положительным значениям диэлектрической проницаемости обеих сред. При этом существует критический параметр — угол между скоростью и волновым вектором волны, начиная с которого могут возникать нарастающие поверхностные волны.
Существуют сингулярные или бездисперсионные ПП. Они существуют на границах анизотропных кристаллов. В отличие от обычных ПП, они существуют только в определенных направлениях в плоскости границы.
Изучение поверхностных поляритонов началось в связи с исследованием распространения радиоволн. Экспериментальное проявление поверхностных электромагнитных волн на границе металла обнаружено Робертом Вудом в 1912 году в виде решёточных аномалий Вуда, их интерпретация в терминах поверхностных плазмонных поляритон дана У. Фано (1941).